# Sebastian Fritz
Sebastian Fritz (* 7. Dezember 1986 in Backnang) ist ein deutscher Schauspieler.

## Leben
Sebastian Fritz absolvierte seine Schauspielausbildung von 2008 bis 2012 an der Bayerischen Theaterakademie August Everding in München. Während seiner Ausbildung hatte er Theaterengagements am Akademietheater München, am Metropoltheater München, am Residenztheater München und in der Reaktorhalle München.
Nach dem Abschluss seiner Ausbildung arbeitet er seither für Film und Fernsehen. Er wirkte in einigen Kurzfilmen (u. a. in Projekten der Filmakademie Ludwigsburg, der HFF München), verschiedenen Fernsehfilmen und mehreren TV-Serien mit. Er übernahm Nebenrollen in der ZDF-Produktion Die Gruberin (2013, mit Lisa Maria Potthoff und Monika Baumgartner in den Hauptrollen), in dem Historienfilm Die Hebamme (2014, als junger Adliger Konstantin) und in Oliver Hirschbiegels Filmbiografie Elser – Er hätte die Welt verändert (2015, als Georg Elsers jüngerer Bruder Leonhard).
In der TV-Komödie Die Büffel sind los! (Erstausstrahlung: Oktober 2016) verkörperte er, im schwäbischen Dialekt sprechend, den Jungbauern Konrad Wolf, der versucht, gemeinsam mit seinem Bruder Max (Marc Benjamin), den Hof vor den Übernahmeversuchen ihres ärgsten Konkurrenten zu retten.
In der 10. Staffel der ARD-Fernsehserie Sturm der Liebe wirkte er von Folge 2014 (Juni 2014) bis Folge 2238 (Juni 2015) in einer Serienrolle als Jonas Dammann mit; er spielte einen kleinkriminellen Kunstfälscher und Großneffen der langjährigen Serienfigur Hildegard Sonnbichler (Antje Hagen). In der ARD-Erfolgsserie Um Himmels Willen hatte er in der 15. Staffel (Januar/Februar 2016) eine wiederkehrende Serienrolle; er stellte in mehreren Folgen den knapp 30-jährigen, todkranken Oliver Klarenfeld dar, den Leiter des örtlichen Jugendzentrums, der nach einem Unfall seit seiner Jugend im Rollstuhl sitzt und vor seinem Tod noch einmal die körperliche Liebe erleben möchte.
Außerdem hatte er Episodenrollen u. a. in den TV-Serien Dahoam is Dahoam (2015), In aller Freundschaft – Die jungen Ärzte (2016, als junger, an Herzproblemen leidender Patient Kevin Fuchs) und SOKO München (2017).
Im März 2018 war er in der „ZDF-Herzkino“-Fernsehreihe in der Fernsehreihe „Ein Sommer in …“ in der 26. Folge Ein Sommer auf Mallorca in einer Nebenrolle als Vitus an der Seite von Katharina Müller-Elmau, Christoph M. Ohrt und Giulia Goldammer zu sehen; er spielte den Freund der Tochter des im Mittelpunkt der Handlung stehenden Noch-Ehepaars. In der 18. Staffel der ZDF-Serie Die Rosenheim-Cops (2019) übernahm Fritz eine der Episodenrollen als tatverdächtiger Spitzenkoch, dessen Konkurrent kurz vor dem Finale eines Kochwettbewerbs ermordet wird. Weitere TV-Rollen hatte Fritz als junger Vater Nico Tschauner, der unter Verdacht gerät, sein neugeborenes Kind misshandelt zu haben, in der Fernsehreihe Toni, männlich, Hebamme (2020) und als Enzo Alvarez, Teil des katalanischen Ermittlers-Team, in der Krimireihe Der Barcelona-Krimi (2020). Seit Juni 2020 gehört er neben Christl Sittenauer und Frank Klötgen zum neuen Ensemble der Münchner Lach- und Schießgesellschaft.
Fritz lebt in München. Er engagiert sich privat für die Münchner AIDS-Hilfe.

## Filmografie
- 2013: Die Gruberin (Fernsehfilm)
- 2014: Die Hebamme (Fernsehfilm)
- 2014–2016: Um Himmels Willen (Fernsehserie, 5 Folgen)
- 2014–2015: Sturm der Liebe (Fernsehserie, 184 Folgen)
- 2015: Elser – Er hätte die Welt verändert
- 2015: Trash Detective
- 2016: In aller Freundschaft – Die jungen Ärzte (Fernsehserie, Folge Neustart)
- 2016: Was im Leben zählt (Fernsehfilm)
- 2016: Die Büffel sind los! (Fernsehfilm)
- 2017: SOKO München (Fernsehserie, Folge Nachtschicht)
- 2017: Polizeiruf 110: Nachtdienst (Fernsehreihe)
- 2018: Ein Sommer auf Mallorca (Fernsehreihe)
- 2018: Gefangen – Der Fall K. (Fernsehfilm)
- 2019: Benjamin Blümchen
- 2019: Eine ganz heiße Nummer 2.0
- 2020: Toni, männlich, Hebamme – Sündenbock (Fernsehreihe)
- seit 2020: Der Barcelona-Krimi (Fernsehreihe)
  - 2020: Entführte Mädchen
  - 2020: Blutiger Beton
  - 2022: Der längste Tag
  - 2022: Der Riss in allem
- 2021: Hubert ohne Staller (Fernsehserie, Folge Tod dem König)
- 2022: In aller Freundschaft (Fernsehserie, Folge Parallelwelten)
- 2022: Marie fängt Feuer – (Fernsehserie, Folge Unbequeme Wahrheiten)
- 2024: Marie fängt Feuer – (Fernsehserie, Folge Aufbruch ins Ungewisse)
- 2024: Marie fängt Feuer – (Fernsehserie, Folge Herz über Kopf)
- 2024: Marie fängt Feuer – (Fernsehserie, Folge Hitzewelle)
- 2024: Tatort: Lass sie gehen (Fernsehreihe)
- 2025: Marie fängt Feuer – (Fernsehserie, Folge Verschüttet)
- 2025: Marie fängt Feuer – (Fernsehserie, Folge Vergeben und Vergessen)
- 2025: Marie fängt Feuer – (Fernsehserie, Folge Brüder)